# (33188) Shreya
(33188) Shreya est un astéroïde de la ceinture principale.

## Description
(33188) Shreya est un astéroïde de la ceinture principale. Il fut découvert le 20 mars 1998 à Socorro (Nouveau-Mexique) par le projet LINEAR. Il présente une orbite caractérisée par un demi-grand axe de 3,09 UA, une excentricité de 0,15 et une inclinaison de 5,4° par rapport à l'écliptique.